# Ptilomymar rete
Ptilomymar rete är en stekelart som beskrevs av Annecke och Doutt 1961. Ptilomymar rete ingår i släktet Ptilomymar och familjen dvärgsteklar. Inga underarter finns listade i Catalogue of Life.